# Skiathos
Skiáthos (en grec moderne : Σκιάθος) est une île grecque de la mer Égée. Administrativement, Skiathos constitue un dème (municipalité) de la périphérie de Thessalie, dans le district régional des Sporades. Elle appartient à l'archipel de ce nom.
Elle a une superficie de 48 km2 et un littoral de 44 km.

## Histoire

### Antiquité
D'après les Voyages attribués à Skymnos de Chios, Skiathos aurait d'abord été habitée par les Pélasges.
Lors de la période de colonisation grecque, des Ioniens en route vers la Chalcidique se seraient installés sur l'île. Une ville remontant au VIIe ou VIe siècle av. J.-C. a été découverte au sud-est du principal port actuel. Elle était fortifiée et a été utilisée jusqu'au XIVe siècle, la population s'étant réfugiée à l'intérieur des terres, comme sur les autres îles de l'Égée.
Elle participa aux guerres médiques, notamment en prévenant les Grecs de l'arrivée de la flotte perse avant la bataille de l'Artémision. Ensuite elle entra dans la Ligue de Délos en -478. Sa contribution, relativement faible (1 000 drachmes), indique qu'elle devait être assez pauvre. L'île était alors une démocratie, avec son ecclésia, sa boulè et un archonte éponyme. Après la défaite d'Athènes lors de la guerre du Péloponnèse, Skiathos passa sous la domination spartiate et devint une oligarchie. La paix d'Antalcidas, en -386, lui accorda l'autonomie, mais les Spartiates revinrent sur le traité et reconquirent l'île, où ils installèrent une garnison et soumirent les habitants à un lourd impôt. Skiathos entra alors dans la seconde Ligue de Délos et fut libérée des Spartiates lors de la campagne de Chabrias, en -377, ce qui lui permit de retrouver ses institutions démocratiques. Elle devint une base navale d'Athènes pour les expéditions de celle-ci contre Philippe II de Macédoine. En -338, après la bataille de Chéronée, elle passa dans l'orbite macédonienne. Les institutions redevinrent oligarchiques. Lors de la deuxième guerre macédonienne, vers -200/-199, Philippe V de Macédoine ordonna la destruction de l'île pour éviter sa conquête par Rome. L'année suivante, la flotte romaine, accompagnée de celle d'Attale Ier de Pergame, pilla ce qui n'avait pas été détruit. L'île se remit assez rapidement et, après la bataille de Cynoscéphales, retrouva ses institutions démocratiques. 
Passée ensuite sous la domination romaine, Skiathos conserva une certaine autonomie, mais en -42 Marc Antoine la céda à Athènes, qu'il voulait remercier de son aide lors de la bataille de Philippes.

### Empire byzantin
Durant l'Empire byzantin, Skiathos fut rattachée à la province de Thessalie et au thème de Macédoine. Elle disposait aussi d'un évêque qui dépendait du métropolite de Larissa. Au cours du VIIe siècle, elle fut régulièrement pillée par les raids arabes.
En 1204, elle fut accordée à Venise. Les frères Andrea et Geremia Ghisi la conquirent alors (ainsi que ses voisines et des Cyclades). Ils accordèrent divers privilèges à ces îles (dont Skiathos) dans le « Capitula Sciati et Scopuli », mais supprimèrent l'évêché orthodoxe. La famille Ghisi gouverna l'île jusqu'en 1276 et le retour de l'Empire byzantin. Mais, les habitants de l'île, considérant que la situation était trop dangereuse sur la côte s'installèrent alors, vers le XIVe siècle, dans l'intérieur de l'île. Ici, le site dit de Kastro, une forteresse naturelle, fut choisi pour le nouveau village.
En 1453, lorsque Constantinople fut prise, les habitants de l'île demandèrent la protection de la république de Venise, à condition que l'évêché orthodoxe, qui avait été recréé, fût conservé et que les privilèges des « Capitula Sciati et Scopuli » continuent à être appliquées. Venise protégea l'île jusqu'en 1538 où elle se donna à Barberousse, le Capitan Pacha de l'Empire ottoman. En effet, avec le temps, la protection vénitienne était devenue moins efficace contre les pirates alors que les impôts continuaient à augmenter.

### Période ottomane
Skiathos appartint alors au Capitan Pacha qui était représenté sur l'île par un voïvode aidé d'un conseil des anciens représentant les habitants qui les élisaient. L'administration ottomane de l'île comptait aussi un agha, un cadi et des percepteurs des impôts. En effet, les habitants grecs de l'île devaient payer le haradj annuel. Ils devaient aussi fournir des marins à la flotte ottomane. Cependant, ce service obligatoire fut un temps remplacé par un impôt le melachica. À la fin du XVIIIe siècle, lorsque l'Empire ottoman commença à décliner et à être attaqué de tous côtés, la presse recommença. Des musulmans s'installèrent aussi sur Skiathos.
Au XVIIe siècle, Francesco Morosini s'empara de Kastro pour le compte de la Sérénissime, mais les forces ottomanes reprirent l'île assez rapidement.
Dans les décennies qui suivirent, la présence ottomane se fit de plus en plus légère. La charge de voïvode fut achetée par un Grec et les anciens remplirent les autres fonctions administratives d'agha, cadi et percepteurs. Cette relative autonomie permit à l'île de développer une flotte marchande et de s'enrichir petit à petit. Ces revenus lui permirent de s'acheter une autonomie de plus en plus large. Ainsi, lors de la révolution d'Orloff, en 1770, des navires de Skiathos participèrent à la bataille de Chesmé du côté russe. Ensuite, l'île envoya des navires et des marins à Lambros Katsonis. Elle aida aussi les klephtes du mont Olympe, Giannis Stathas et Nikotsaras. Skiathos revendique le fait d'avoir vu brandir le premier drapeau de la Grèce moderne en 1807, au monastère de la Panaghia Evangelistria.

### Guerre d'indépendance
La flotte de Skiathos rejoignit la flotte grecque insurgée lors de la guerre d'indépendance grecque. L'île servit aussi de refuge aux combattants et habitants de Thessalie, Eubée et Épire, près de 30 000 personnes en tout. Cet énorme afflux de population posa des problèmes de ravitaillement et très vite de gestion de l'ordre. De nombreux incidents (surtout des pillages) eurent lieu. En 1823, l'île fit l'objet d'une tentative ottomane de débarquement qui échoua. Skiathos fut intégrée à la Grèce dès qu'elle eût pris son indépendance. La population quitta alors Kastro et revint s'installer sur la côte.

## Géographie
La partie de l'île la plus proche du continent est très boisée, principalement au sud-ouest. La variété d'arbre la plus représentée est le pin.
Située au bord de la mer, Chora, la ville principale date des années 1830. Ses deux ports sont situés de chaque côté de l'îlot de Bourtzi, où l'on voit encore les ruines de l'ancienne forteresse.

## Économie
Skiathos est reliée par ferry à Thessalonique, Vólos et Agios Konstantinos. L'île dispose aussi d'un aéroport international.

## Personnalités liées à l'île
- L'écrivain Alexandre Papadiamandis y est né. Nombre de ses nouvelles se passent sur l'île. Il est décédé à Skiathos (ville) où l'on peut visiter sa maison, devenue Musée Papamandis (en).